# Xian de Jiaokou
Le xian de Jiaokou (交口县 ; pinyin : Jiāokǒu Xiàn) est un district administratif de la province du Shanxi en Chine. Il est placé sous la juridiction de la ville-préfecture de Lüliang.

## Démographie
La population du district était de 102 592 habitants en 1999.